# Frank Culbertson

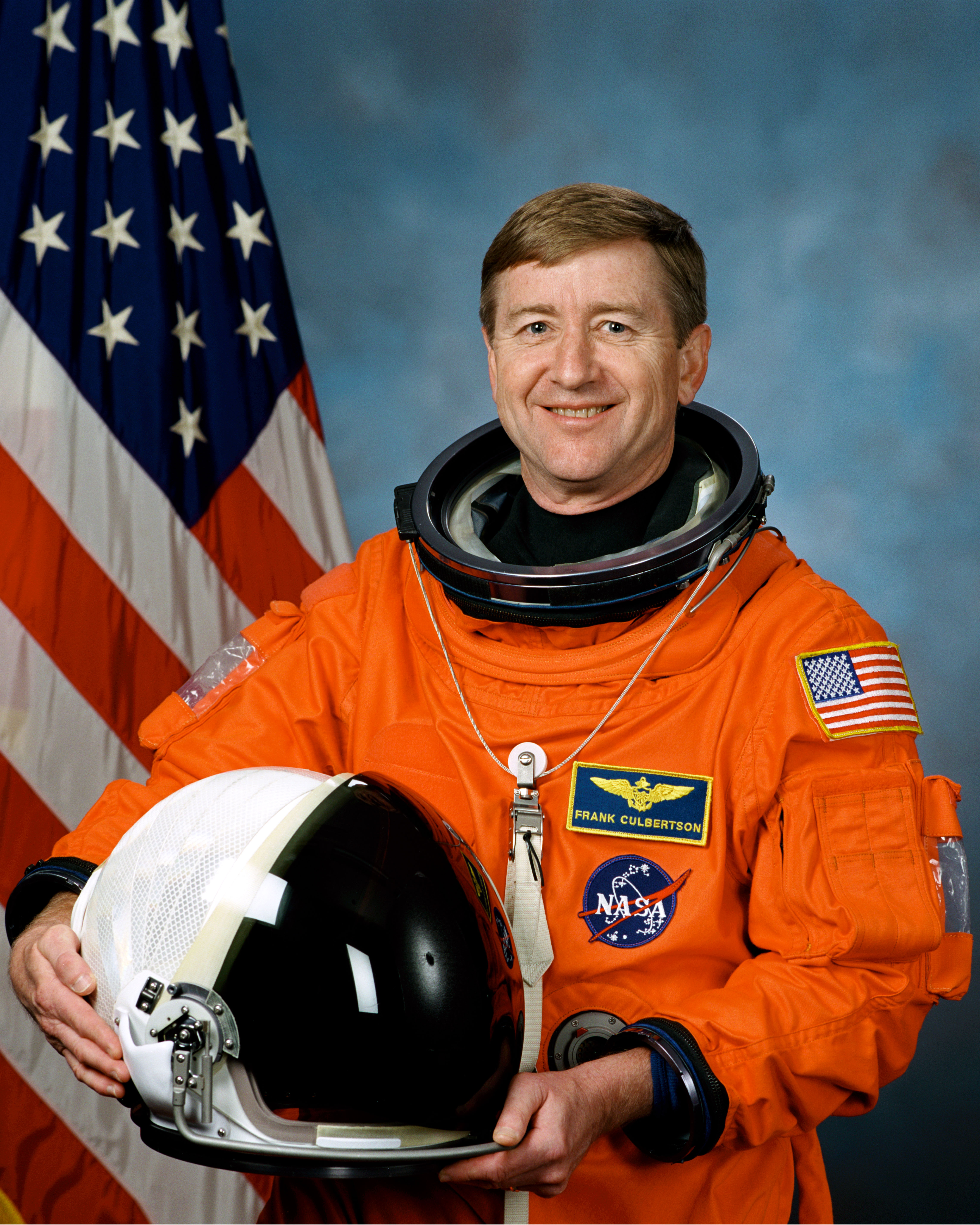
Frank L. Culbertson

Frank Lee Culbertson Jr. (Charleston (South Carolina), 15 mei 1949) is een Amerikaans astronaut.
Culbertson is afgestudeerd aan de United States Naval Academy en werd geselecteerd als astronaut op 23 mei 1984. Hij voltooide zijn training in juni 1985.
Hij verbleef, tijdens de Spaceshuttle missies STS-38 in 1990, STS-51 in 1993 en STS-105/STS-108 in 2001, in totaal 143 dagen, 14 uur en 50 minuten in de ruimte.